# ذرائع غزو الكويت
بدأت حرب الخليج يوم 2 أغسطس من عام 1990 عندما غزا العراق الكويت. لقد دارت الحرب بين التحالف الدولي الذي تقوده الولايات المتحدة الأمريكية ضد العراق. إن الذرائع التي استند إليها صدام حسين في غزو الكويت متنازع عليها وغير معروفة إلى حد كبير. ولم تُكتشف من قبل أي وثيقة عراقية تذكر صراحة هذه.

## حسابات صدام

### الاقتصاد
من المرجح أن يكون السبب في الغزو هو الوضع الاقتصادي المتردي الذي وُضع فيه العراق في عام 1990. في يناير 1979، أطيح بنظام شاه الملكي الإيراني وحل محله المرشد الأعلى روح الله الخميني. لمنع انتشار التطرف الإسلامي الإيراني وغيرها من مزاعم الهيمنة على الممر المائي شط العرب، غزا العراق إيران في 22 سبتمبر 1980. كانت الحرب العراقية الإيرانية صراعًا مدمرًا أودى بحياة أكثر من مليون شخص. وأسفرت الحرب عن أن يصبح الجيش العراقي رابع أكبر جيش في العالم ولكنه دمر اقتصاده أيضًا. كان العراق مدين بمبلغ 35 مليار دولار في شكل قروض قصيرة الأجل بفائدة عالية وبلغت تكلفة الأضرار التي لحقت بالبنية التحتية أكثر من 230 مليار دولار. في فبراير 1989، أنشأ العراق مجلس التعاون العربي الذي حاول حشد الدعم الاقتصادي. وفي عام 1989، قدم العراق مساعدات مالية للأردن من خلال توفير الشحن المجاني. في عام 1989، اتهم صدام الكويت بالحفر النفطي المائل تحت حقل الرميلة النفطي على الحدود العراقية. في فبراير 1990، اعتقد صدام حسين انه يجب تعويض العراق عن حماية الشرق الأوسط من انتشار التطرف. واقترح أن الكويت والمملكة العربية السعودية والإمارات العربية المتحدة يجب أن تشطب قروض العراق في زمن الحرب. وقد شطبت الكويت والإمارات بعض قروضهما. كما ألمح صدام إلى فكرته لغزو الكويت قائلا «دع الانظمة الخليجية تعرف... إذا لم يعطوا هذا المال لي، سأعرف كيف أحصل عليه». وفي 18 يوليو 1990، اتهم صدام الكويت والإمارات بتجاوز حصص الدول المصدرة للنفط (أوبك) وطلب منهما خفض إنتاجهما. وقال وزير الخارجية العراقي طارق عزيز إن «كل انخفاض في سعر برميل النفط بمقدار دولار واحد يتسبب في انخفاض الإيرادات السنوية للعراق بمقدار مليار دولار». ويقدر أن العراق خسر 14 بليون دولار نتيجة لفرط الإنتاج الكويتي. وقد أدت هذه العوامل إلى اقتصاد العراق الرهيب. كان الغزو يعني أن العراق كان يملك 20% من منظمة أوبك.

### النزاع الحدودي بين العراق والكويت
يعود تاريخ الكيان الكويتي إلى عام 1716، ولكن خرائط تعود إلى عام 1652 حددت وجود الكويت. إن السيادة والاستقلال الكويتيين يسبقان العراق بأكثر من 200 عام.[بحاجة لمصدر] في 23 يوليو 1923، أنشأت معاهدة لوزان الحدود الجديدة بعد انهيار الإمبراطورية العثمانية. وأدى ذلك إلى سيطرة بريطانيا على الانتداب على بلاد ما بين النهرين و‌فلسطين. كانت الحدود تعسفية وخدمت مصالح الإمبراطورية البريطانية وفرنسا. في 3 أكتوبر 1932، حصل العراق على الاستقلال وفي 14 يوليو 1958، تم استبدال النظام الملكي العراقي بجمهورية. وفي عام 1963، اعترف العراق بحدود الكويت واستقلالها. وادعى صدام حسين لاحقاً أن ذلك باطل لأنه لم يتم التصديق عليه. كما أشار إلى أن الأمم المتحدة انتزعت الكويت من العراق.
والحاجز الجغرافي الوحيد بين العراق والكويت هو الصحراء العربية. لم يكن هناك سياج حتى عام 1992 لمنع إعادة الغزو المحتملة.

### الأهمية الاستراتيجية
الكويت هي موقع استراتيجي للغاية. تقع الكويت على دلتا الخليج العربي ويبلغ طولها الساحلي حوالي 290 كم. وعلى النقيض من ذلك، فإن العراق غير ساحلي إلى حد كبير ولا يتجاوز طوله الساحلي 60 كيلومترا. وعلاوة على ذلك، لدى العراق ميناء رئيسي واحد، هو ميناء أم قصر عبر ممر خور عبد الله المائي الذي تسيطر عليه الكويت. ونتيجة لذلك، تباطأ النمو الاقتصادي في العراق بسبب نقص الفرص التجارية. وعلاوة على ذلك، فإن الممر المائي لخور عبد الله عرضة للزحام وقد سدت إيران الطريق إليه خلال الحرب الإيرانية العراقية. كما يمتلك العراق بحرية صغيرة ويفتقر إلى قبضة قوية على الخليج العربي. فشل العراق في الحصول على عقد إيجار على جزر بوبيان و‌وربة و‌فيلكة الحيوية استراتيجيا. كما سمحت السيطرة على الكويت لصواريخ الحسين سكود العراقية المعدلة بالوصول إلى قطر و‌البحرين.
الكويت هي واحدة من أغنى البلدان في العالم. اعتبارا من عام 2017، كانت الكويت في المرتبة 15 من حيث إجمالي الناتج المحلي للفرد بقيمة 66,200 دولار أمريكي. في عام 1990، كان لدى الكويت أحدث مرافق معالجة المياه في الشرق الأوسط. وقد أتاح الغزو للعراق الوصول إلى هذه الثروات.

### المؤامرة
قد يكون غزو العراق للكويت بمثابة هجوم على الغرب. وهذا لان صدام كان يعتقد ان الولايات المتحدة تحاول شن حرب اقتصادية على العراق. في الحرب العراقية الإيرانية، دعمت الولايات المتحدة الأمريكية العراق. وقد قوض هذا الوضع بسبب قضية إيران - كونترا، حيث باعت الولايات المتحدة الأسلحة إلى إيران. وقال صدام "[الكويت والإمارات] تلهمهما أمريكا بتقويض مصالح وأمن العرب." وكان العراق يكره إسرائيل، وفي 3 أبريل 1990، هدد "بجعل النار تأكل نصف إسرائيل." ويعتقد صدام أن الغرب استخدم إسرائيل كرأس حربة ضد الشرق الأوسط ونشر الدعاية الغربية. كما يعتقد أن الكويت والإمارات العربية المتحدة بيادق غربية. وبهذا المعنى، زعم البعض أن العراق غزا الكويت للرد.

### غيرها
تشمل بعض العوامل البسيطة عدم إنتباه الكويت ومحدودية دفاعها خاصة وأنها كانت محاطة بالعديد من اللاعبين الأكبر حجما. وعلاوة على ذلك، كان معظم الجنود الكويتيين في عطلات، وكان من بقوا يفتقرون إلى التدريب الكافي والمعدات والروح المعنوية. كما يعتقد ان الاتحاد السوفيتي وفرنسا اللذين كانا تجارا وحليفين رئيسيين سوف يدعمان العراق ويرفضان ادانته. لم تكن هذه هي الحال لأن الاتحاد السوفيتي كان أكثر انشغالاً بتفككه الحتمي، أراد ميخائيل غورباتشوف الحفاظ على علاقات جيدة مع الولايات المتحدة، ولم يكن لديهم دعم كبير ليقدموه على أية حال. وسرعان ما عارضت فرنسا الغزو العراقي للكويت. وأخيراً، كان لدى صدام أيضاً حلم طويل الأمد في إقامة إمبراطورية عربية أكبر وتوحيد الأشقاء العرب. ربما كان غزو الكويت نقطة انطلاق لتحقيق هذا المثل الأعلى.